# Rezerwat przyrody Końskie Błota
Końskie Błota – rezerwat przyrody znajdujący się na terenie gminy Przecław w województwie podkarpackim.
- numer według rejestru wojewódzkiego – 92
- powierzchnia według aktu powołującego – 20,20 ha
- dokument powołujący – Dz. Urz. Woj. Podkarpackiego 04.42.446
- rodzaj rezerwatu – leśny[1]
- przedmiot ochrony (według aktu powołującego) – zbiorowiska roślin torfowych i wodnych wraz z interesującym układem siedlisk leśnych oraz stanowiska roślin i zwierząt chronionych